# Darin Strauss

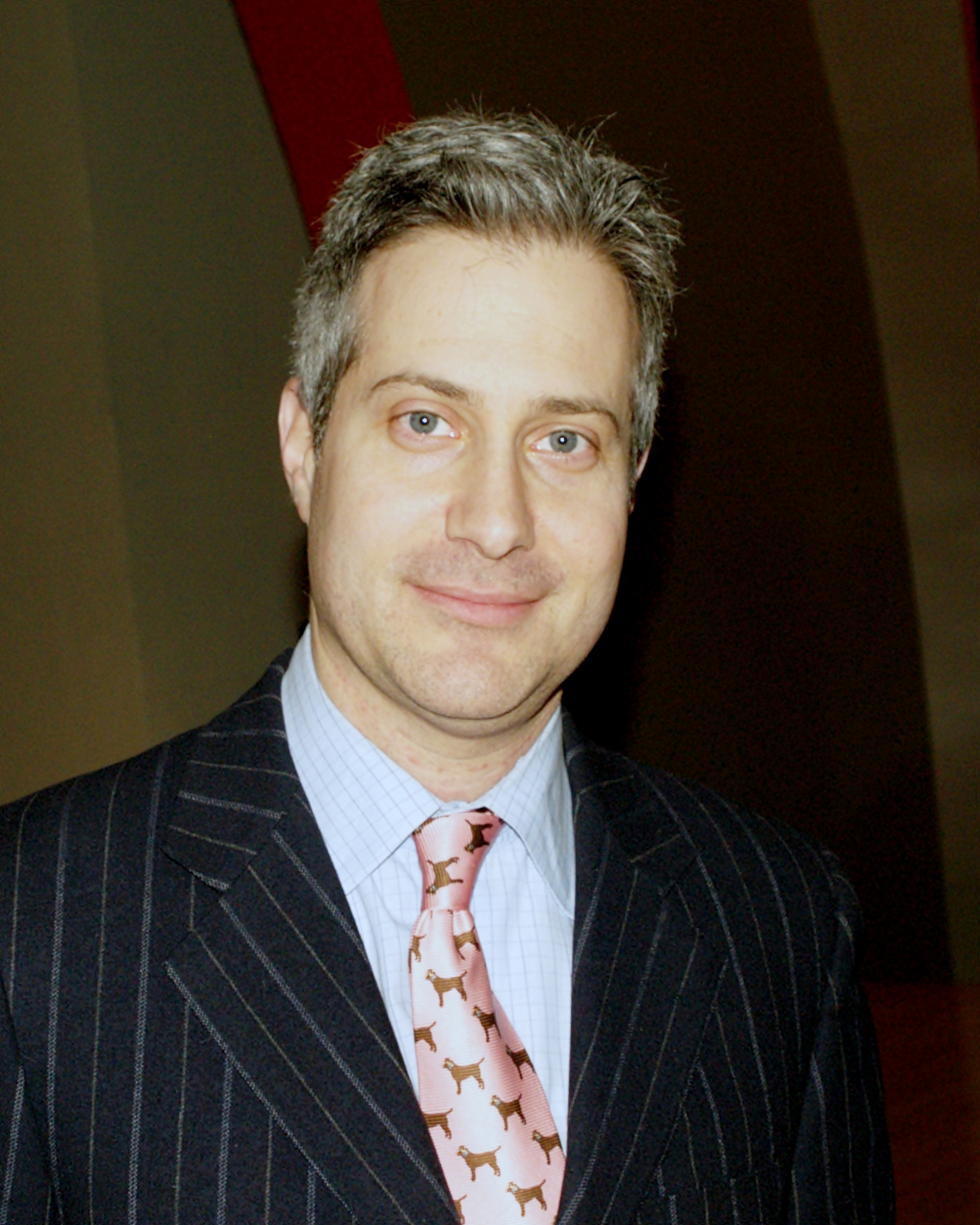
Darin Strauss

Darin Strauss es un escritor norteamericano nacido el 1 de marzo de 1970 en Roslyn Harbor (Nueva York). Sus obras han sido traducidas a 14 idiomas

## Biografía y obra
Se graduó en la especialidad de literatura creativa y de ficción en la Universidad de Nueva York. 
Su primera novela, que se publicó en el año 2000, se titula Chang y Eng y relata la historia real de los hermanos siameses Chang y Eng Bunker, nacidos en 1874 en una aldea situada en el delta del Mekong perteneciente a Siam, actual Tailandia. A los 14 años, engañados por un empresario circense, se trasladaron a Estados Unidos donde fueron exhibidos a lo largo de todo el país.
Tras diferentes peripecias se independizaron de sus patrones y montaron un espectáculo propio. El público acudía a verlos entusiasmado por la posibilidad de poder contemplar a dos personas que habían nacido físicamente unidas y sin embargo conservaban sus capacidades individuales y podían competir entre sí practicando el juego de damas.
Los hermanos Chang y Eng se casaron y tuvieron entre los dos 21 hijos. A lo largo de su vida pensaron en diversas ocasiones en consultar con un cirujano para que los separara, pero desecharon esa posibilidad ante el temor de que la operación resultase mortal.
Su segunda novela, titulada El auténtico McCoy, fue editada en el 2002 y relata la vida de este famoso boxeador, nacido en Moscú en 1872, que llegó a ser campeón del mundo y murió en Detroit en 1940 por suicidio.